# Kálmán Kovács

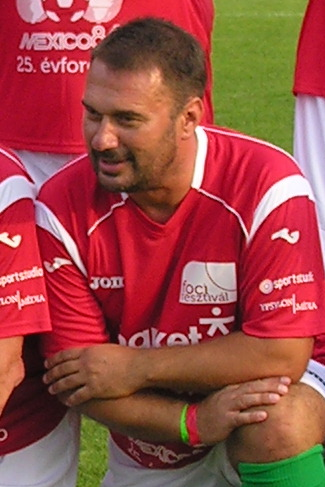
2011

Kálmán Kovács (Budapeste, 11 de setembro de 1965) é um ex-futebolista húngaro que atuou pela seleção de seu país na Copa do Mundo de 1986. 